# Maurice Procter
Maurice Procter (* 4. Februar 1906 in Nelson, Lancashire; † 28. April 1973 in Halifax, West Yorkshire) war ein englischer Schriftsteller.

## Leben
Procter war der älteste Sohn des Webers William Procter und dessen Ehefrau Rose Hannah und hatte noch zwei jüngere Brüder, Edward und Emmot. Seine Schulzeit absolvierte er an der Grammar School seiner Heimatstadt. Im Alter von fünfzehn Jahren lief Procter von zu Hause weg und trat in die British Army ein. Obwohl er dabei wegen seines Alters gelogen hatte, konnten seine Eltern seinen Eintritt nicht rückgängig machen.
Nach seinem mehrjährigen Militärdienst arbeitete Procter für einige Zeit in seiner Heimat als Weber in einer Baumwollspinnerei. Im Frühjahr 1927 trat er in den Polizeidienst ein und absolvierte eine Ausbildung zum Streifenpolizisten. Wenig später wurde er als Constable nach Halifax versetzt, wo er ein möbliertes Zimmer bei der Familie Arthur und Isabella Blakely bewohnte. 1933 heiratete er deren jüngste Tochter Winifred in der Saint Mary’s Church von Halifax.
Während des Zweiten Weltkriegs war Procter als Dorfpolizist in Mixenden, einem Dorf vor Halifax, eingesetzt. Dort lebte er auch zusammen mit seiner Ehefrau und seinem einzigen Sohn Noël. Während des Kriegs begann Procter mit ersten Schreibversuchen und konnte 1947 seinen ersten Roman veröffentlichen. Seine vierte Veröffentlichung war ein Kriminalroman und durch den Erfolg bestätigt, blieb Procter diesem Genre weiterhin verbunden.
Im Alter von 67 Jahren starb Maurice Procter im Royal Halifax Infirmary und fand in Halifax auch seine letzte Ruhestätte.

## Rezeption
Procters Trilogie um Philip Hunter gilt als eine Art Vorläufer der Reihe um Harry Martineau, einem Chief Inspector des CID. Dieser war in Granchester angesiedelt, einer fiktiven Industriestadt, die Manchester zum Vorbild hatte.
Einige von Procters Romanen wurden direkt aus dem Englischen ins Deutsche übersetzt, andere fanden erst über den Umweg der US-amerikanischen Ausgabe ihre Übersetzung.

## Werke (Auswahl)

### Romane
- No proud chivalry. Chivers Publ., Bath 1972 (EA London 1947)
- Each man's destiny. 1947.
- The end of the street. 1949.

### Kriminalromane
- Hurry the darkness. 1952.
- The pub crawler. 1956.
  - Deutsch: In dunklen Gassen. Desch Verlag, München 1963[1]
- Three at the angel. 1958.
  - Deutsch: Verdammte Juwelen. Desch Verlag, München 1963.[2]
- The spearhead death. 1960.
- Devil in the mooonlight. 1962.
  - Deutsch: Bei Mondlicht kam der Teufel. Desch Verlag, München 1965.[3]

Philip Hunter Trilogy.
1. The chief inspector's statement. 1951.
Deutsch: Mord im Kuckuckswald. Aufwärts Verlag, Berlin 1953.[4]
2. Rich is a treasure. 1952.
Deutsch: Was ist Tomaszow. Aufwärts Verlag, Berlin 1953.
3. I will speak daggers. 1953.

Harry Martineau Reihe
- Hell is a city. 1954.[5]
  - Deutsch: Irgendwo in dieser Stadt. Desch Verlag, München 1967.[3]
- The midnight plumber. 1957.
- Man in Ambush. 1958.
  - Deutsch: Die Entlarvung. Desch Verlag, München 1962.[6]
- Killer at large. 1959.
  - Deutsch: Gesucht wird.... Desch Verlag, München 1966.[7]
- Devil's due. 1960.
  - Deutsch: Des Teufels Rechnung. Desch Verlag, München 1966.[3]
- The devil was handsome. 1961.
- A body to spare. 1962.
- Moonlight flitting. 1963.[8]
- Two men in twenty. 1964.
  - Deutsch: Zwei von Zwanzig. Desch Verlag, München 1966[9]
- Death has a shadow. 1965.
  - Deutsch: Blond sein ist gefährlich. Desch Verlag, München 1967.[3]
- His weight in gold. 1966.
- Rogue running. 1966.
  - Deutsch: Jagt den Mörder. Verlag Desch, München 1968.[3]
- Exercise hoodwink. 1967.
  - Deutsch: Unternehmen Spinnennetz. Verlag Desch, München 1968.[3]
- Hideaway. 1968.
  - Deutsch: Wer ist der Doppelgänger. Verlag Desch, München 1969.[3]
- The dog man. 1969.

## Verfilmungen
- Dennis O’Keefe (Regie): Diamanten. GB 1982.
- Val Guest (Regie): Hetzjagd. GB 1960 (frei nach Hell is a city)
- Wolfgang Storch (Regie): Flucht aus London. BRD 1982 (nach Two men in twenty)